# Tianshan, Ürümqi
Tianshan är ett stadsdistrikt och säte för stadsfullmäktige i Ürümqi i Xinjiang-regionen i nordvästra Kina.